# Quelite

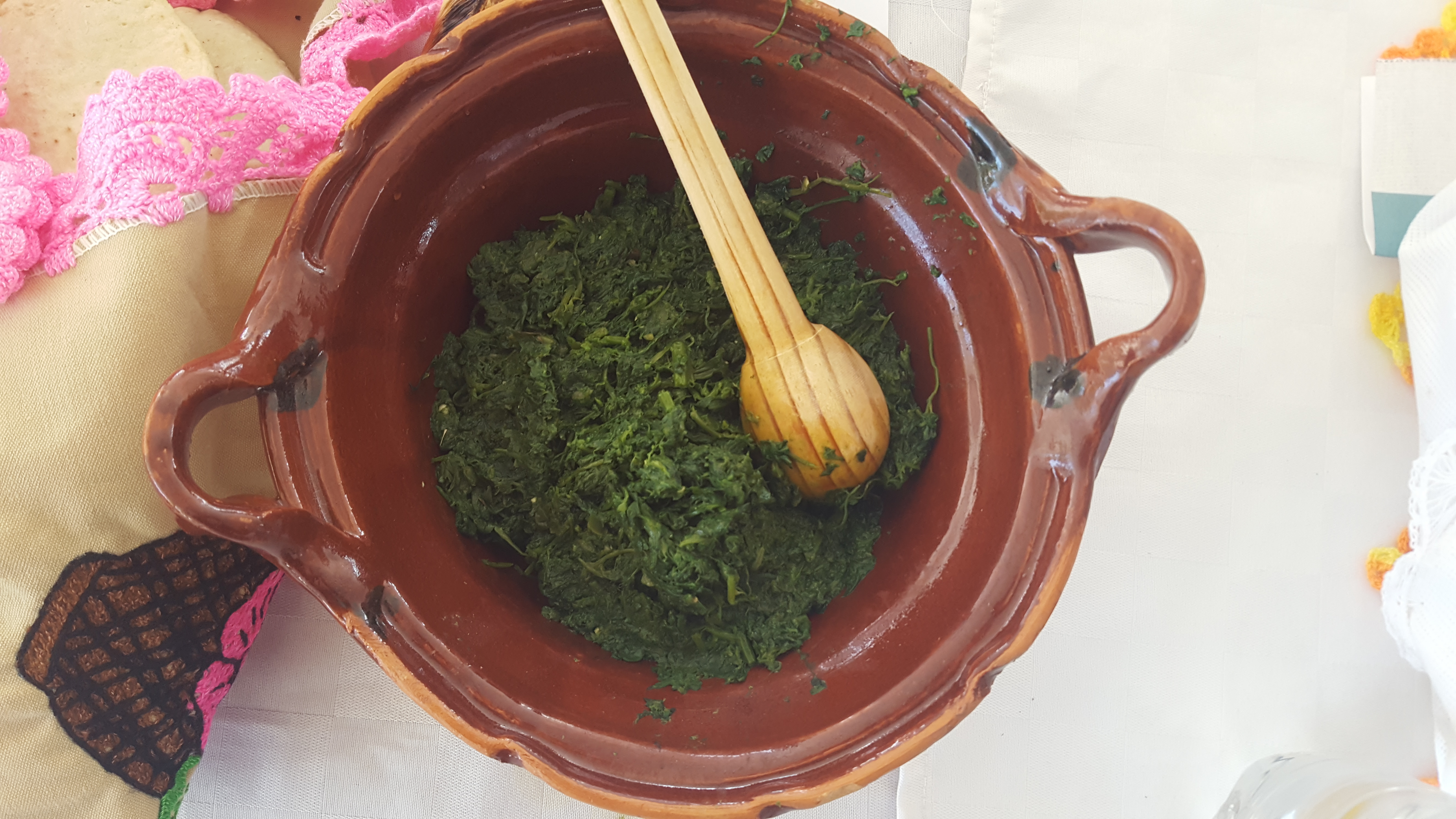
Quelites cuits servis dans un pot en terre, lors d'une exposition gastronomique à Santiago de Anaya, dans l'État d'Hidalgo (Mexique).

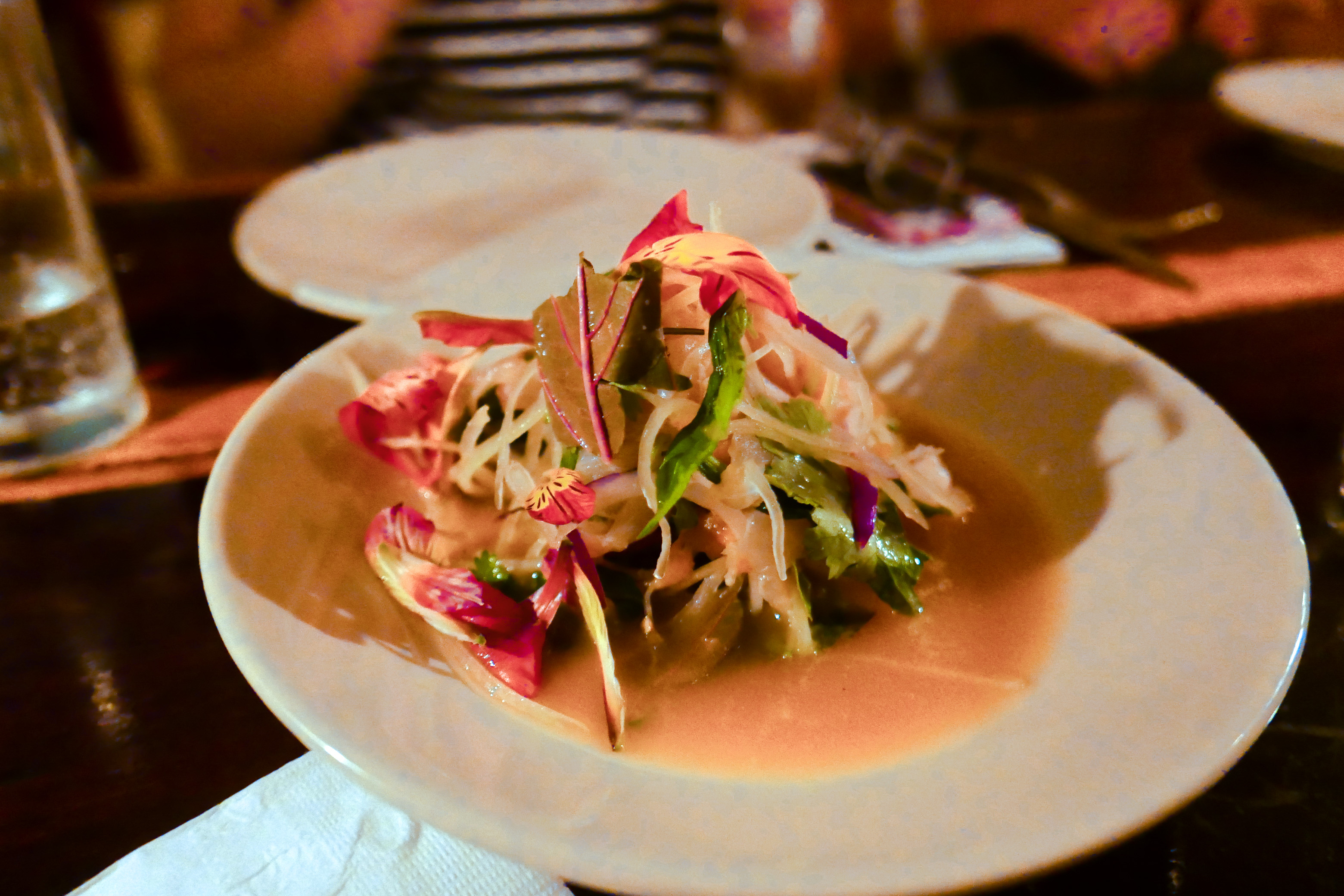
Ceviche de quelites.

Les quelites, ou quélites, sont, dans la partie centrale du Mexique, des plantes généralement herbacées, mais qui peuvent inclure certaines espèces arbustives, dont les feuilles et les tiges encore tendres, à l'état jeune, et parfois aussi les inflorescences immatures, sont consommées comme légume.
Les quelites sont consommés de diverses manières, soit crus en salades, soit cuits, à l'eau à la manière des épinards ou légèrement frits et combinés avec des soupes, des tacos, des quesadillas ou des ragoûts. Ils constituent l'élément principal de certains plats, mais peuvent aussi faire office de condiments.
Les quelites contribuent à la diversité de l'alimentation en arômes, en saveurs et en textures, ainsi qu'en divers nutriments.
Les espèces de quelites les plus représentatives au niveau du pays sont les suivantes (entre parenthèses, le nom populaire mexicain) : Portulaca oleracea (verdolaga),  Amaranthus spp. (A .quintonil), dont on distingue 8 espèces principales, Dysphania ambrosioides (epazote), Porophylum ruderale subsp. macrocephalum (pápalo),  Chenopodium berlandieri (quelite cenizo), Solanum americanum (yerba mora), Anoda cristata (alache ou violeta), Jaltomata procumbens  (jaltomate),  Solanum nigrescens (hierba mora), Lepidium virginicum (lentejilla) et Phytolacca icosandra (amolquelite), entre autres.
Les amaranthes consommées comme légumes verts constituent une classe particulière de quelites et sont appelées quintoniles. Onze espèces d'amaranthes sont consommées au Mexique comme quelites : Amaranthus hybridus, A. retroflexus, A. dubius, A. fimbriatus, A. powellii, A. spinosus, A. blitoides, A. palmeri, A. watsonii, A. cruentus et A. hypochondriacus.
Du point de vue nutritionnel, les quelites sont importants pour compléter le régime alimentaire. Certains sont également utilisés à des fins médicinales.

## Étymologie
Quelite est un mot emprunté au nahuatl, quilitl, terme générique désignant dans cette langue les plantes à feuillage comestible et consommées comme légumes.
Quintonil est un mot emprunté au nahuatl, quiltonilli, dérivé de quilitl, herbe comestible, et tlatotonill, qui désigne quelque chose d'ensoleillé ou chauffé au soleil.